# Segrest (pel·lícula)
Segrest (originalment en castellà, Secuestro) és una pel·lícula de thriller de 2016 dirigida per Mar Targarona i escrita per Oriol Paulo. La història narra la revenja d'una advocada reputada després que el presumpte segrestador del seu fill quedi en llibertat per falta de proves. Blanca Portillo, Antonio Dechent i Vicente Romero són alguns dels protagonistes. S'ha doblat al català per TV3, que va emetre-la per primer cop el 6 d'abril de 2018.

## Sinopsi
Patricia de Lucas, una prestigiosa advocada, veu com la seva vida es converteix en un malson quan el seu fill Víctor desapareix del col·legi sense deixar cap rastre. Hores més tard, el nen reapareix magolat i moll de suor, i confessa que un home l'ha intentat segrestar, però que ha aconseguit escapar-se. La policia es mobilitza i, després d'una roda d'identificació, aconsegueixen trobar el responsable aparent. No obstant això, no hi ha prou proves i el presumpte segrestador queda en llibertat. És llavors quan la Patricia, espantada i tement pel seu fill, decideix fer el que no ha fet mai: prendre's la justícia pel seu compte. Però la situació se li escaparà de les mans i les conseqüències dels seus actes seran imprevisibles.

## Repartiment
- Blanca Portillo (Patricia)
- Antonio Dechent (Requena)
- Vicente Romero (Carreño)
- Marc Domènech (Victor)
- Nausicaa Bonnín (Vicky)
- Andrés Herrera (Charlie)
- José Coronado (Raúl)
- Macarena Gómez (Raquel)